# Ильминский, Николай Иванович
Никола́й Ива́нович Ильми́нский (23 апреля [5 мая] 1822, Пенза — 27 декабря 1891 [8 января 1892], Казань) — русский востоковед, педагог-миссионер, библеист, член-корреспондент Императорской академии наук.
Известен как разработчик миссионерско-просветительской «системы Ильминского» и «алфавита Ильминского».

## Биография

### Образование, начало научной деятельности
Родился 23 апреля (5 мая) 1822 года в Пензе, в семье иерея (впоследствии — протоиерея) Николаевской церкви.
Окончил Пензенское духовное училище и Пензенскую духовную семинарию (со званием студента).
В 1842—1846 годах в составе первого набора учился в Казанской духовной академии, после окончания которой 10 октября 1846 года был оставлен в академии. Сначала ему был поручен математический класс, который он должен был передать в начале 1847 года А. А. Бобровникову; одновременно, он раз в неделю читал лекцию по ботанике в качестве помощника П. И. Вагнера; 8 июня 1847 года он был возведён в степень магистра, а 16 сентября 1847 года «переименован бакалавром» турецко-татарского языка. В 1847/48 уч. году он преподавал историю философии.
Чтобы усовершенствоваться в татарском языке, в 1847 году Ильминский переселился в Старо-Татарскую слободу Казани, посещал медресе.
С раннего возраста Николай Ильминский проявлял большие способности к изучению языков. По свидетельству его биографа, профессора Петра Знаменского, «раз услышанное или прочитанное слово чужого языка, кажется, никогда уже им не забывалось, этого мало, — с каким-то, можно сказать ясновидением он быстро схватывал самый строй, внутренний дух нового неизвестного ему прежде языка до такой степени, что мог, кажется, без грамматики и словаря наперёд угадывать подробности его форм и значение его своеобразных понятий».
Вместе со своим учителем Александром Казембеком и Гордием Саблуковым Николай Ильминский был привлечён к работе по переводу на татарский язык Священного Писания. В это время он пришёл к мысли о необходимости использовать при переводах «народный язык», понятный для большинства населения.
5 декабря 1847 года по собственному прошению Ильминский был уволен из духовного звания.

### Поездка на Ближний Восток, труды по востоковедению
В 1850 году Н. И. Ильминский был командирован в Санкт-Петербург для работы в переводческом комитете, а в 1851 году, по распоряжению Синода, утверждённого Императором Николаем I, направлен на Ближний Восток (в Константинополь, Дамаск, Каир и другие города) «для собрания подробнейших и основательнейших сведений о магометанском учении и для усовершенствования себя в языках Арабском, Турецком и Персидском, как способствующих ближайшему познанию магометанского учения». Это была первая подобная научная поездка, совершённая учёными из российского православного учебного заведения.
Во время пребывания в Палестине он встретился и подружился со святителем Феофаном Затворником (Г. В. Говоровым).
Н. И. Ильминский первым поднял «вопрос о более определённой постановке миссионерских кафедр» и после возвращения в 1854 году с Ближнего Востока был назначен первым преподавателем «противомусульманского отделения» Казанской духовной академии: вёл занятия по «истории Мухаммеда», «мухаммеданской вере», педагогике, татарскому и арабскому языках.
В 1855—1856 годах у Ильминского, выработавшего систему православного просвещения народов Поволжья, Средней Азии и Сибири, по утверждению Д. К. Зеленина, сложилось твёрдое убеждение, что «лучшим средством для борьбы с иноверческой пропагандой может быть только школьное просвещение инородцев», «которое развило бы в них охоту к самостоятельному, беспристрастному размышлению, обогатило бы их здравыми понятиями о природе и истории и внушило бы им уважение к свидетельствам достоверным».
В 1857 году Н. И. Ильминскому было присвоено звание экстраординарного профессора.
В эти годы Н. И. Ильминский впервые в истории тюркологии подготовил к изданию (по списку Г.-Я. Кера) чагатайский текст «Бабур-наме». Вскоре, в 1859 году, он издал в Казани другой важный средневековый памятник — «Кысас ал-анбийа».

Необходимо отметить, что Ильминский стоял у истоков изучения стран Ближнего Востока, арабского языка и ислама в КазДА. Именно его исследования способствовали превращению академии в крупный востоковедческий и исламоведческий центр России.— Хабибуллин М. З., Кострюков М. А. Казанское востоковедение XIX — первой половины XX вв.: П. К. Жузе: монография. — Казань: Издательство «ЯЗ», 2012. — С. 51.
Стремление Н. И. Ильминского дать будущим православным миссионерам фундаментальные знания по исламу было воспринято руководством Казанской духовной академии, а затем и священноначалием Казанской епархии, как пропаганда последнего. В результате с начала 1858/1859 учебного года он был отстранён от преподавания на миссионерском отделении и был определён преподавать еврейский язык и математику. Вследствие этого Ильминский был вынужден оставить службу в Казанской духовной академии. Как отмечал историк Е. В. Липаков: «Уход Ильминского был демонстративным — бывший профессор устроился на должность переводчика Оренбургской пограничной комиссии, которая не требовала никакого образования и предполагала лишь знание татарского языка».

### Служба в Оренбурге
С 31 декабря 1858 года Н. И. Ильминский работал переводчиком Оренбургской Пограничной комиссии, где познакомился с казахским просветителем И. Алтынсарином.
В 1859 году принял участие в экспедиции для съёмки восточного берега Каспийского моря, начиная почти от Мангышлака до персидской границы (эта экспедиция продолжалась с 1 мая по октябрь).

### Преподавательская и научная деятельность в Казани
В декабре 1861 года Ильминский вернулся в Казань. Совмещал чтение лекций на кафедре турецко-татарского языка историко-филологического факультета Казанского университета, а с 1863 года — и преподавание восточных языков в Казанской духовной академии, с работой над учебными пособиями для татар на татарском языке.

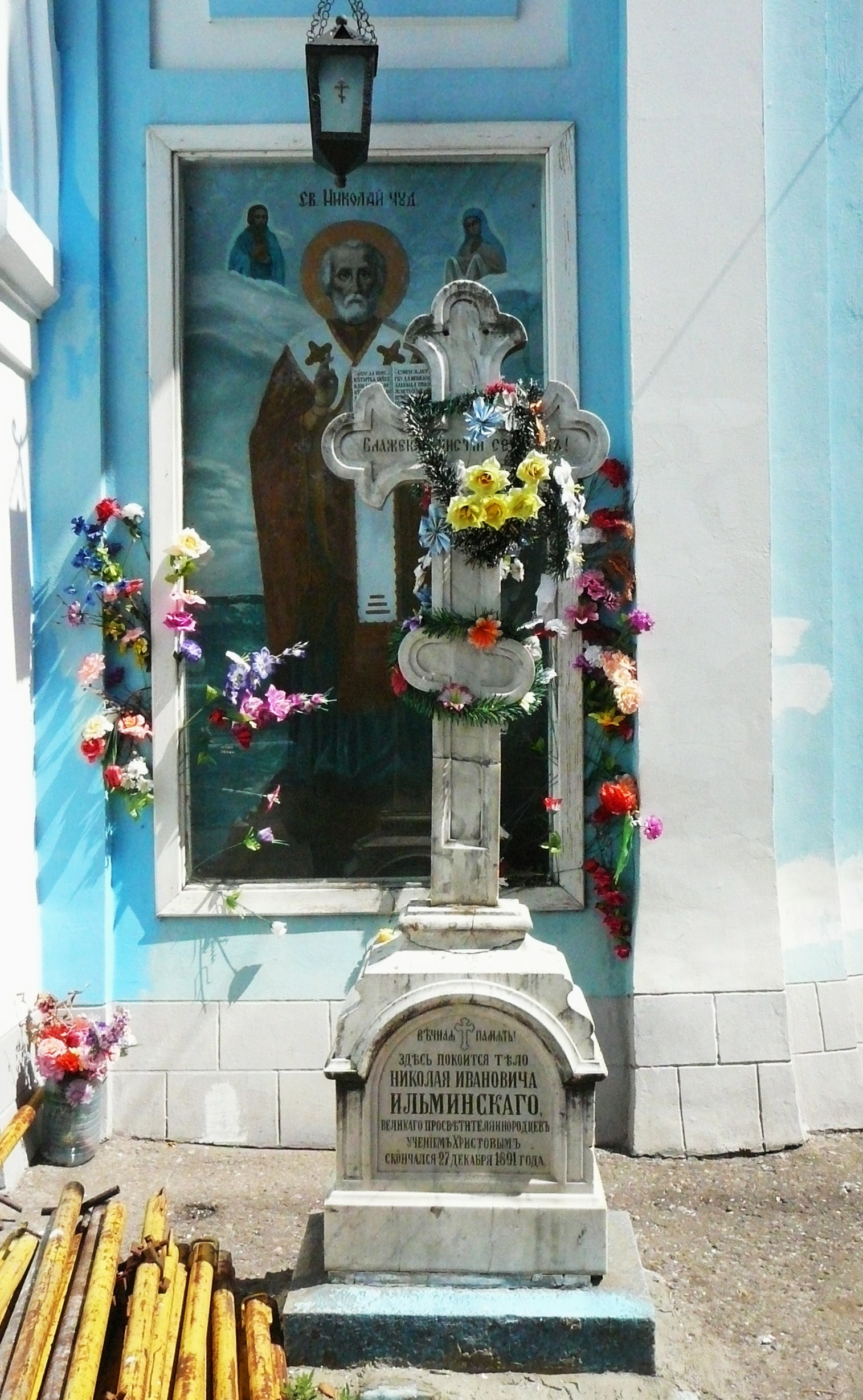
Могила Н. И. Ильминского на Арском кладбище в г. Казани

В 1868 году он стал одним из основателей и руководителем вновь образованной Постоянной переводческой комиссии при миссионерском Братстве Святителя Гурия, состоявшей из трёх членов Совета братства и решавшей вопрос о качестве и необходимости тех или иных переводов. Был произведён в действительные статские советники (23.10.1869). С 1870 года — член-корреспондент Императорской Академии наук. На пост академика баллотироваться отказался в пользу В. В. Радлова.
С 16 июля 1872 года он занял должность директора вновь открытой в Казани инородческой учительской семинарии.

### Кончина
Н. И. Ильминский умер 27 декабря 1891 (8 января 1892)года в Казани в окружении родных, после тяжёлой болезни (рак желудка). Похоронен на Арском кладбище Казани, около кладбищенского храма во имя святых благоверных князей Феодора, Давида и Константина Ярославских чудотворцев.

Отпевание в Захарие-Елисаветинской церкви Казанской инородческой учительской семинарии совершил епископ Чебоксарский, викарий Казанской епархии Никанор (Каменский), ученик и сотрудник Николая Ивановича. На похороны собралось множество духовенства, профессоров Казанской духовной академии и Казанского императорского университета, преподавателей Казанской инородческой учительской семинарии, Центральной крещёно-татарской школы, сотрудников и учеников покойного. По завещанию самого Николая Ивановича в гроб его положили в простом чёрном сюртуке, без орденов и без венков.— Колчерин А. Христианизация народов Поволжья. Н. И. Ильминский и православная миссия. — Москва: РИСИ, 2014. — С. 151.
На кресте и надгробии помещена надпись: «Блажени чистии сердцем. Вечная память! Здесь покоится тело Николая Ивановича Ильминского, великого просветителя инородцев учением Христовым. Скончался 27 декабря 1891 года». Надгробие неоднократно подвергалось нападениям вандалов, в том числе, в нескольких местах был разбит крест. В настоящее время крест восстановлен, его части вновь скреплены воедино.

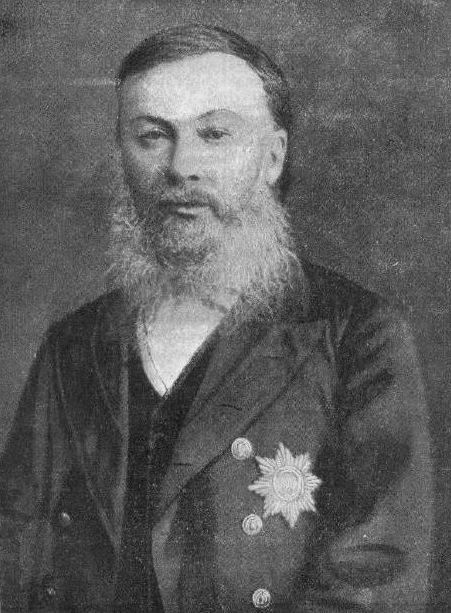
Н. И. Ильминский (фотография 1880-х годов)

### Награды
Был награждён орденами: Св. Станислава 3-й степени (20.12.1857) и Св. Анны 2-й степени с императорской короной (28.10.1866) и медалью бронзовой медалью на Владимирской ленте «В память войны 1853—1856 гг.» (15.03.1857).

### Семья
В 1857 году женился на осиротевшей дочери тверского протоиерея Екатерине Степановне, проживавшей в Казани у своей замужней сестры. Супруга всегда поддерживала его в миссионерской и просветительской деятельности.
Своих детей у Ильминских не было, но они вырастили осиротевших детей однокурсника и друга Н. И. Ильминского — известного ориенталиста А. А. Бобровникова — Николая, Александра и Екатерину. После кончины Н. И. Ильминского его приёмный сын Н. А. Бобровников занял пост директора Казанской инородческой учительской семинарии. Е. А. Бобровникова (1861 — 1936) впоследствии вышла замуж за ученика Н. И. Ильминского — выдающегося чувашского просветителя И. Я. Яковлева и возглавляла в Симбирске женское отделение Симбирской чувашской школы.
Жена Н. И. Ильминского, Екатерина Степановна Ильминская похоронена на том же Арском кладбище, рядом с его учеником В. Т. Тимофеевым.

## Алфавит Ильминского
В процессе начавшегося с 1862 года издания переводов отдельных книг Священного Писания, выполненных Н. И. Ильминским и В. Т. Тимофеевым, происходило постепенное формирование на основе кириллицы специальной азбуки для крещёных татар. При этом первоначально предполагалось печатать тексты буквами русского алфавита, но опыт организации учебного процесса и распространения миссионерской литературы показал, что для точной передачи звуков необходимы дополнительные буквы.
Окончательно алфавит и нормы написания оформились в составленном в 1874 году «Букваре для крещёных татар», который переиздавался одиннадцать раз и до 1917 года и был единственным в миссионерских, братских, земских и церковно-приходских школах для «крещёных татар» (кряшен). При этом алфавит не утверждался государственными инстанциями: считалось, что книги печатались «на крещёно-татарском наречии русскими буквами».
По сведениям историка Е. В. Липакова, алфавитом Н. И. Ильминского были напечатаны книги более 160 наименований, в том числе, переводы Священного Писания, богослужебных книг, житийной и духовной литературы, а также учебники для начальных школ, брошюры по гигиене и сельскому хозяйству, сборники стихов. На нём издавались газеты «Сугыш хабарляре» и «Дус». В советское время алфавит Н. И. Ильминского продолжал использоваться в начальных школах и Казанском кряшенском педагогическом техникуме. В 1918—1929 годах на нём были изданы книги более 90 названий: учебники, переводы произведений В. И. Ленина и И. В. Сталина, коммунистическая агитационная и научно-популярная литература, стихи, пьесы.
С введением в 1930-х годах яналифа алфавит Н. И. Ильминского был выведен из употребления.
С начала 1990-х годов он начал вновь использоваться Русской православной церковью и Библейским обществом как в переизданиях дореволюционных книг, так и в новых переводах Священного Писания и богослужебных книг. Алфавит Н. И. Ильминского употребляется также в изданиях кряшенских общественных организаций.

## Оценка результатов реализации идей Н. И. Ильминского в области образования и миссионерства
Наиболее полно концепция «инородческого образования», его методика и методология, организационные принципы и структура были изложены Н. И. Ильминским в изданном в 1887 году в Казани труде «Казанская центральная крещёно-татарская школа: Материалы для истории христианского просвещения крещёных татар».
Взгляды и предложения Н. И. Ильминского получили поддержку у министра народного просвещения Д. А. Толстого, попечителя Казанского учебного округа П. Д. Шестакова, были одобрены Святейшим Правительствующим Синодом и Императором Александром II.
В 1864 году для реализации своих идей и рекомендаций Н. И. Ильминский добился открытия «Казанской центральной крещёно-татарской школы», которая впоследствии стала играть роль научно-методического центра для школ Казанской и соседних с ней губерний.
Реализацией идей Н. И. Ильминского среди крещёных татар и чувашей занимались, главным образом, В. Т. Тимофеев и И. Я. Яковлев. При этом в Татарстане и Чувашии по-разному оценивают результаты внедрения «системы Н. И. Ильминского».
На это обстоятельство указывал, в частности, в 1970-е годы исследователь И. Г. Максимов:

По-разному оценивается теперь деятельность этих двух людей, В. Т. Тимофеева и И. Я. Яковлева, делавших, одно и тоже, на их родине: первый для просвещения татар-кряшен, а второй — чувашей. В Чувашской АССР в 1968 году торжественно и всенародно праздновалось 100-летие Симбирской чувашской учительской школы и 120-летие её основателя И. Я. Яковлева. В Чебоксарах на центральной площади установлен памятник просветителю чувашей И. Я. Яковлеву, его имя присвоено библиотеке и открыт музей его имени. В современной же татарской литературе к именам Н. И. Ильминского и В. Т. Тимофеева, ещё 100 лет тому назад обучавших часть татар (кряшен) письменности с русскими буквами и способом письма, которая теперь стала всеобщей для татар, и тем самым облегчавшим путь к сближению с европейской культурой, приклеены ярлыки «миссионер» и «поп», позаимствованные из пропагандистского арсенала былых татарских националистов, а Казанская центральная крещёно-татарская школа третируется, как место подготовки антимусульманских миссионеров.— Максимов И. Г. Отзвуки отживших идей в татарской газете
В настоящее время значение просветительно-миссионерской деятельности Н. И. Ильминского, его учеников и последователей в значительной мере пересматривается (особенно в кряшенской среде).
В изданной в 2008 году монографии учёного секретаря Института теории и истории педагогики и секретаря научного совета по истории образования и педагогической науки РАО, доктора педагогических наук И. З. Сковородкиной «Этнопедагогический подход к образованию народов России: история, теория, практика» Н. И. Ильминский ставится по значению в один ряд с основателем научной педагогики в России К. Д. Ушинским.
27 декабря 2011 года в столице Татарстана Казанским экспертным клубом РИСИ была проведена конференция «Николай Ильминский и кряшенское национальное движение». Открывая работу конференции 27 декабря 2011 года, Раис Сулейманов отметил, что ни в советское время, ни в постсоветский период не было проведено ни одной научной конференции, которая была бы посвящена этой личности и той роли, которую великий просветитель сыграл в истории кряшен, чуваш, марийцев, мордвы и других народов России.
16 мая 2012 года в Казанской духовной семинарии прошла конференция «Н. И. Ильминский — просветитель народов России», посвящённая 190-летию со дня его рождения. Организаторами конференции выступили Приволжский центр региональных и этнорелигиозных исследований Российского института стратегических исследований, Казанская Духовная семинария и Совет ветеранов кряшенского движения г. Казани.
Руководитель Кряшенской духовной миссии священник Димитрий Сизов отмечал в 2015 году:

Больше всего трудов Николай Иванович положил для христианизации кряшен, лично участвуя в переводах Священного Писания, богослужебных книг и назидательной литературы на родной язык кряшен, участвуя в устроении начальных школ в кряшенских селениях, а также участвуя в подготовке священнических и учительских кадров. Верующие кряшены его ещё при жизни называли святым человеком, в наши дни почитание его только усилилось.— Сизов Д. Поддержите начинание!

## Изучение и издание трудов Николая Ильминского в конце XX — начале XXI веков
В 2002 году в Чебоксарах А. Н. Павловой была защищена диссертация на соискание учёной степени кандидата исторических наук по теме «Система Н. И. Ильминского и её реализация в школьном образовании нерусских народов Востока России»[значимость факта?]. В ней, в частности, сделан вывод, что «система Н. И. Ильминского реально способствовала национальному подъёму нерусских народов Востока России, повышению уровня грамотности населения, возникновению и становлению национальной интеллигенции, развитию издательского дела, печати, зарождению и развитию национальной художественной литературы, зачатков музыкального, театрального, изобразительного искусств нерусских народов Востока России». «Реализация системы Н. И. Ильминского, — указывала Павлова, — привела к повышению общественно-политической активности восточных народов, усвоению крещёными народами православного учения, налаживанию более тесного общения между различными этносами восточной России».
В 2011 году в соответствии с программой «Совета ветеранов кряшенского движения города Казани» по возрождению и развитию этнокультурного и православного самосознания кряшенского населения России, в Казани было выпущено репринтное издание книги 1896 года «Письма Н. И. Ильминского к крещёным татарам».
В том же году в связи с проведением научно-практической конференции на тему «Значение религиозно-педагогической деятельности В. Т. Тимофеева в социально-культурном и духовно-нравственном развитии кряшенского населения края» в Казани было выпущено репринтное издание книги 1887 года «Казанская центральная крещёно-татарская школа: Материалы для истории христианского просвещения крещёных татар» с материалами Н. И. Ильминского.
27 декабря 2011 года в Казани в рамках заседания Казанского экспертного клуба Российского института стратегических исследований (РИСИ) прошла научная конференция на тему «Николай Ильминский и кряшенское национальное движение», организатором которого выступил Приволжский центр региональных и этнорелигиозных исследований РИСИ. По её итогам в 2013 году был издан сборник материалов.
Первое на современном этапе комплексное изучение миссионерско-просветительской «системы Н. И. Ильминского» было предпринято священником А. С. Колчериным, защитившим 28 февраля 2014 года в Общецерковной аспирантуре и докторантуре имени святых Кирилла и Мефодия Московского патриархата диссертацию на соискание учёной степени доктора церковной истории по теме «Миссионерско-просветительская система Н. И. Ильминского (вторая половина XIX — начало XX в.) в христианизации малых народов Казанского края». В том же году в Москве было издано исследование А. С. Колчерина «Христианизация народов Поволжья. Н. И. Ильминский и православная миссия».

## Религиозное почитание Николая Ильминского

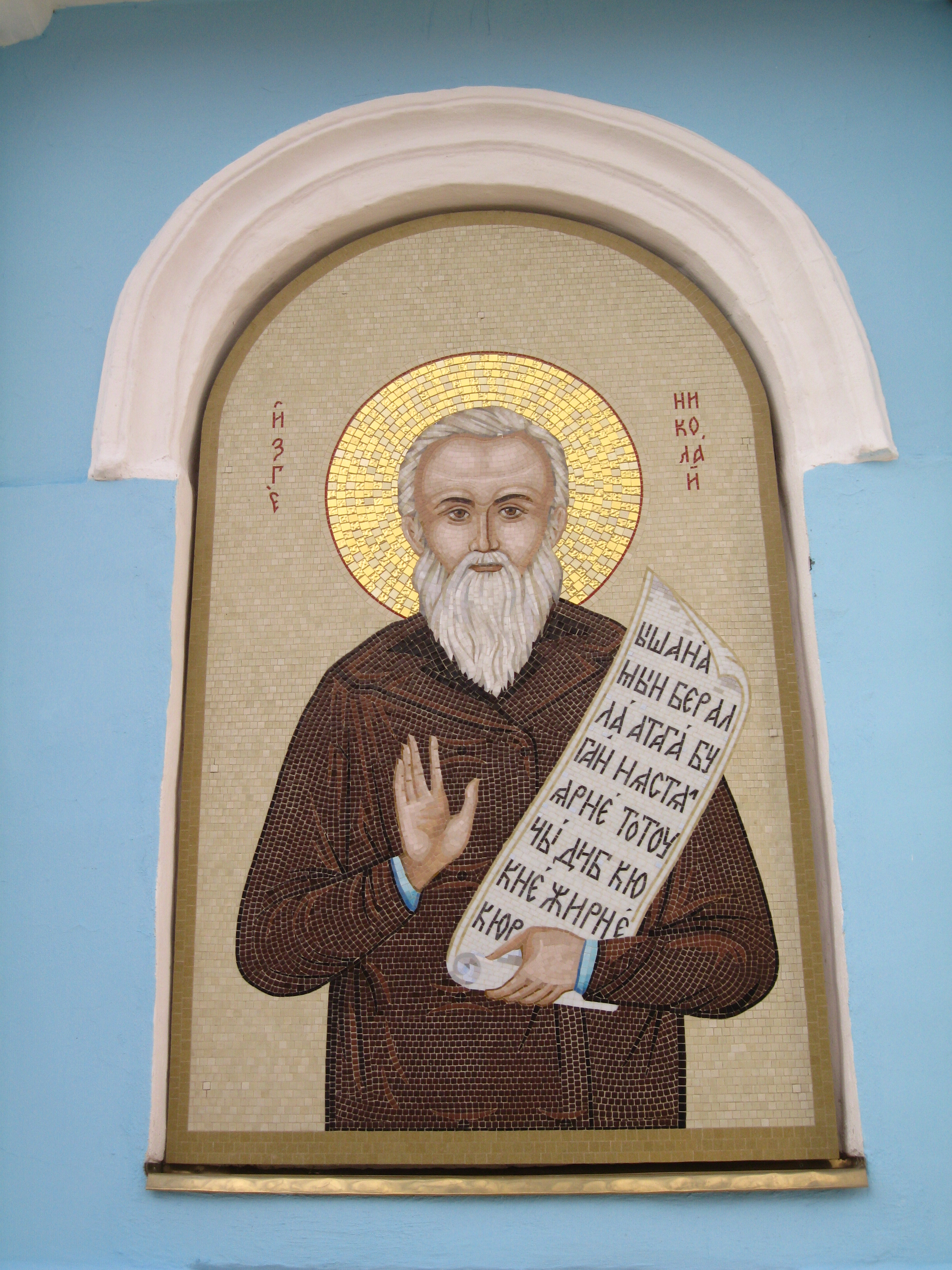
Мозаичное изображение Николая Ильминского с текстом «Символа веры» на церковно-кряшенском языке

В январе 2015 года по благословению митрополита Казанского и Татарстанского Анастасия комиссией по канонизации святых Казанской епархии был начат сбор материалов для канонизации Николая Ильминского в лике местночтимых святых.